# Trójprzysadkowe
Trójprzysadkowe (Trignatha) – różnie definiowany takson stawonogów.
Takson ten wprowadził w 1947 roku Tiegs, zaliczając doń drobnonogi, pareczniki i sześcionogi – wszystkie te grupy charakteryzują się obecnością 3 par przysadek gębowych tj. żuwaczek i 2 par szczęk. Po zawężeniu jego znaczenia do wijów, obejmuje on tylko drobnonogi i pareczniki. Przy użyciu w systematyce taksonu przodopłciowych, trójprzysadkowe stają się taksonem monotypowym, obejmującym tylko drobnonogi.